# Атанас Пашев
Атанас Пашев е футболист на Ботев (Пловдив) и националния отбор. Роден е на 21 ноември 1963 г. в Пазарджик.

## Кариера
Играе като нападател за Хебър (1980 – 1982, 1992/пр., 78 мача и 10 гола в Б група), Ботев (Пловдив) (1982 – 1989, 1991/пр., 194 мача и 100 гола в А група), Марица (1992/ес., 15 мача и 8 гола във В група), Борислав (Първомай) (1995/пр., 3 мача и 1 гол във В група), Локомотив (Пловдив) (1995 – 1997, 37 мача и 4 гола в А група), Белана (Белово) (1997/98, играещ треньор, 23 мача и 11 гола в А ОФГ) Бенковски (Пазарджик) (до есента на 2004 г. е играещ треньор, 12 мача и 7 гола в А ОФГ), в Бейтар (Ерусалим) Израел (1989 – 1991, 41 мача и 12 гола в Лигат Ал), Апоел (Рамат Ган) Израел (1991/ес., 16 мача и 6 гола в Лигат Ал) и Куала Лумпур Малайзия (1993, 2 мача и 1 гол в Малайзийската Суперлига).
Голмайстор на А група през 1986 г. с 30 гола за Ботев (Пд). С отбора на Ботев (Пд) е вицешампион през 1986, бронзов медалист през 1983, 1985, 1987 и 1988 и финалист за купата на страната през 1984 и 1991 г. Има 19 мача и 3 гола за А националния отбор, 5 мача и 1 гол за Олимпийския отбор и 18 мача и 6 гола за младежкия национален отбор. През 1985 г. е удостоен със званието „Майстор на спорта". Участва на СП-1986 в Мексико, където играе 1 мач на 1/16-финала срещу домакините от Мексико. С екипа на Ботев (Пд) взима участие в 46 официални и приятелски международни срещи и в 147 контролни срещи с 40 гола и 36 срещи за купата на страната с 45 гола. В евротурнирите има 14 мача и 7 гола (2 мача и 1 гол в КЕШ, 4 мача и 3 гола в КНК и 8 мача с 3 гола за купата на УЕФА).
Бивш треньор на Бенковски (Пазарджик). От 8 януари 2007 г. е технически-директор и селекционер на Хебър. Треньорската си кариера започва в Белана (Белово) като играещ помощник-треньор за един сезон (1997/98). За 3 години след това е изпълнителен директор на Марица (Пловдив). Следващите 2 години и половина е старши треньор на юноши старша възраст на Спартак (Пловдив). След това става помощник-треньор на Красимир Манолов в Ботев (Пловдив) за 1 година и веднага след това е помощник-треньор на Неделчо Михайлов в Хебър за половин година. 6 месеца е старши треньор на Чепинец (Велинград) през есента на 2003 г., а след това през пролетта на следващата година  ръководи и Левски (Ракитово). През 2004 г. става старши треньор на Бенковски (Пазарджик) за 1 година. След това 1 година ръководи Тракиец (Главиница) и после отново се завръща в Бенковски (Пазарджик) като старши треньор. От 8 януари 2007 г. е назначен на поста спортно-технически директор в Хебър, като отговаря за селекцията и за ДЮШ.

## Успехи

### Индивидуални
- Голмайстор на А група (1): 1986 (30 гола)